# Srebrny Kij
Srebrny Kij – coroczny plebiscyt organizowany od 2006 przez dziennik sportowy Sport w celu wybrania najlepszego młodego (liczącego nie więcej niż 23 lata) hokeisty Ekstraligi.

## Laureaci
- 2009: Kamil Kosowski (GKS Jastrzębie)
- 2008: Tomasz Rajski (Podhale Nowy Targ) i Bartosz Stepokura (Zagłębie Sosnowiec)
- 2007: Przemysław Odrobny (Stoczniowiec Gdańsk)